# Aéroport de Lodwar

L'aérodrome de Lodwar (code IATA : LOK • code OACI : HKLO) est un aéroport au Kenya. 

## Emplacement
L'aérodrome est situé dans le Comté de Turkana, dans la ville de Lodwar, dans la partie nord-ouest du Kenya.
| Amboseli Bamburi Bungoma Eldoret Eliye Springs Garissa Hola Homa Bay Nairobi · J. Kenyatta Kalokol Kericho Kilaguni Kisumu Kitale Liboi Lodwar Loiyangalani Lokichogio Malindi Mandera Marsabit Mombasa Moyale Nakuru Nanyuki Nyeri Samburu Ukunda Wajir Nairobi · Wilson |

## Compagnies aériennes et destinations
| Compagnies                | Destinations                               |
| ------------------------- | ------------------------------------------ |
| Aircraft Leasing Services | Lokichogio, Nairobi-Wilson                 |
| Fly540                    | Nairobi-J. Kenyatta                        |
| Fly-SAX                   | Nairobi-Wilson En saison : Eldoret, Kitale |

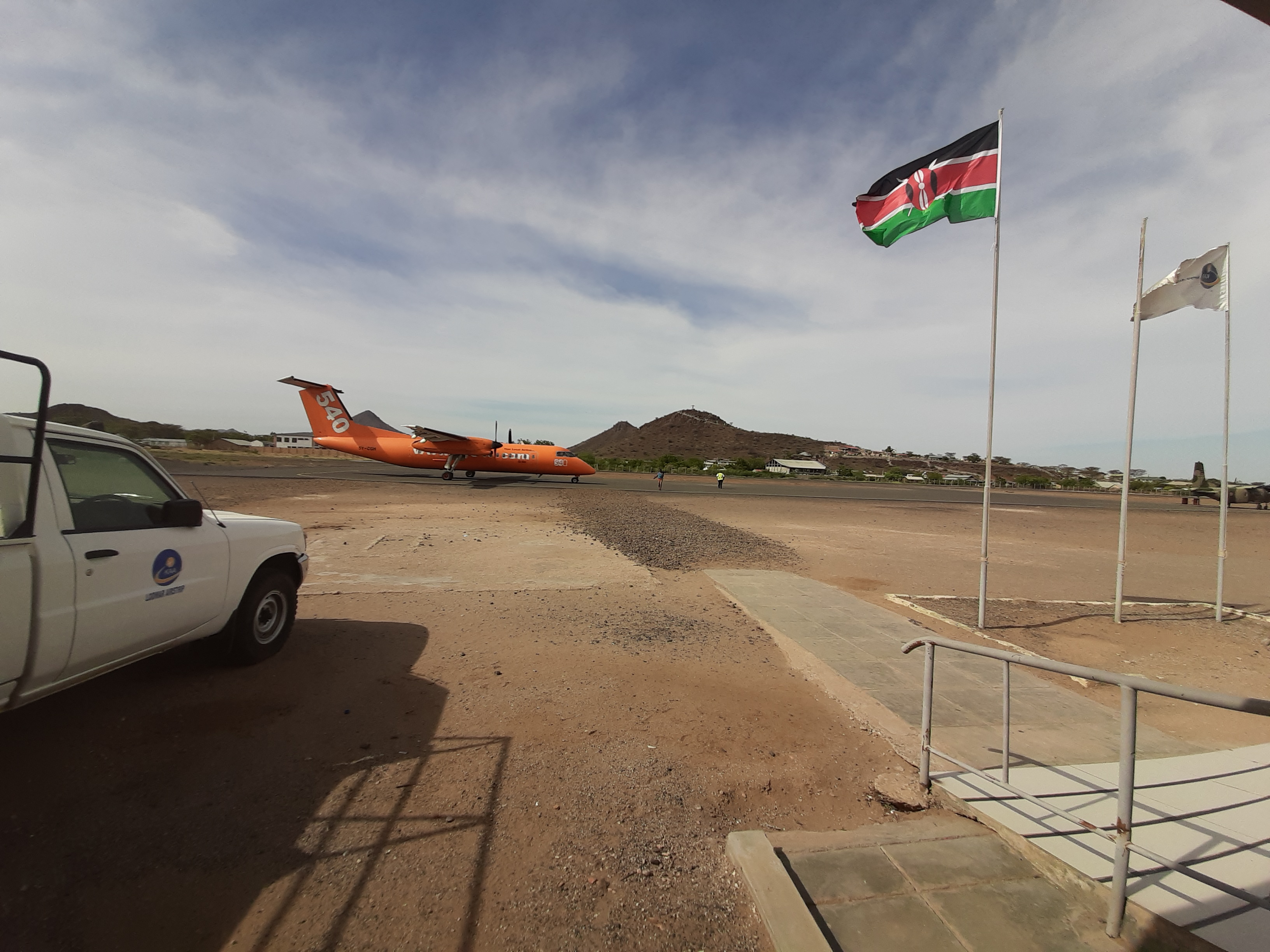
Appareil Fly540 avant le décollage.

Édité le 05/10/2019  Actualisé le 15/11/2023